# Wild Cat Bluff
Wild Cat Bluff est une ville fantôme du comté d'Anderson, au Texas de l'Est, aux États-Unis. Elle était située dans l'extrême nord-ouest du comté d'Anderson, près du confluent du ruisseau Wildcat et du fleuve Trinity. La ville est colonisée pour la première fois dans les années 1840 et, à la fin des années 1850, c'était une ville prospère. Elle commence à décliner après la guerre de Sécession, lorsque le Trinity devient innavigable. Le bureau de poste est fermé en 1870, et certains des résidents déménagent dans une colonie devenue, plus tard, Cayuga (en). À la fin des années 1980, la communauté n'est plus indiquée sur les cartes routières de l'État et aucun chiffre de population n'est disponible.

### Source de la traduction
- (en) Cet article est partiellement ou en totalité issu de l’article de Wikipédia en anglais intitulé « Wild Cat Bluff, Texas » (voir la liste des auteurs).